# Дільниця VII Звежинець (Краків)

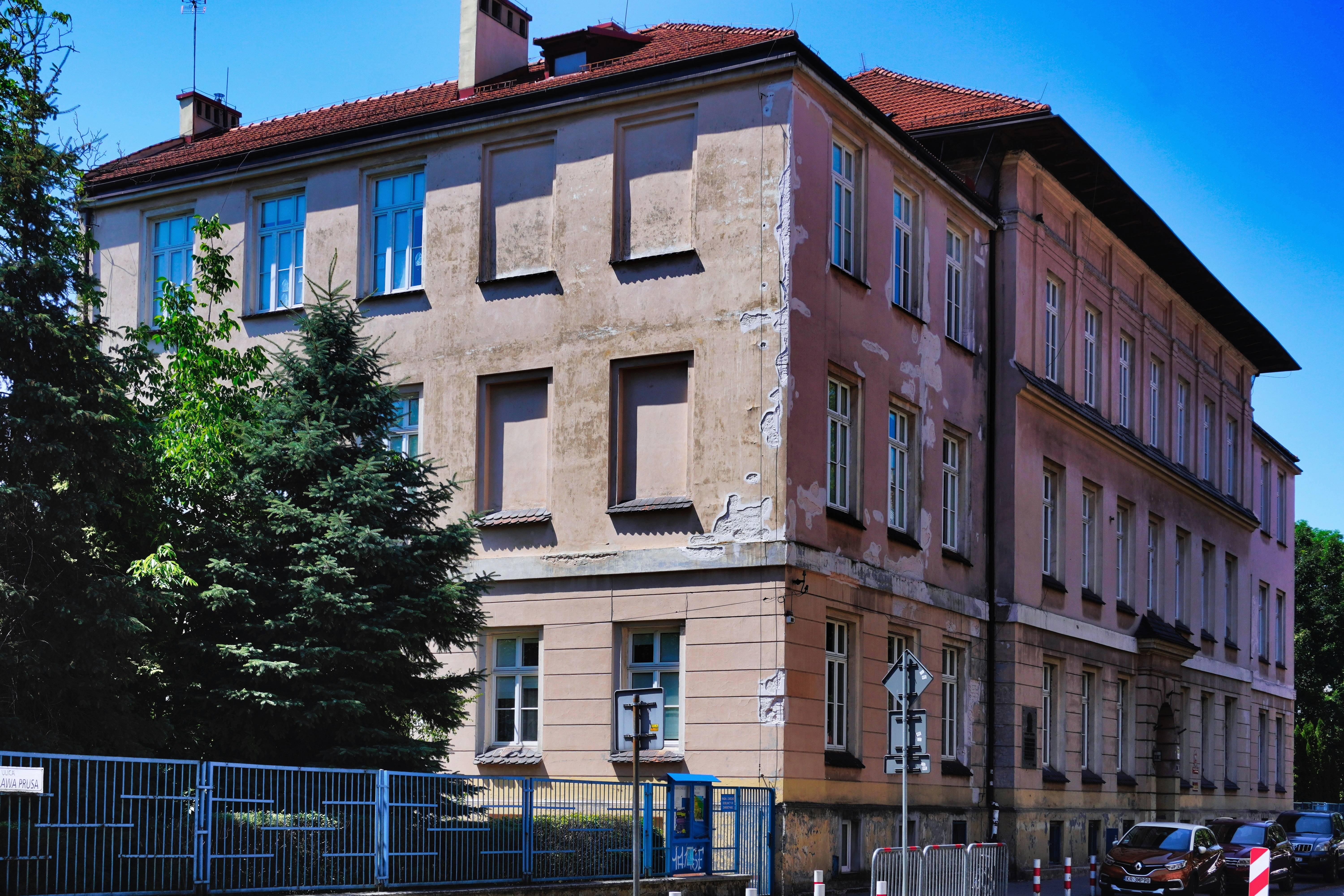
Будівля початкової школи №31 за адресою вул. Пруса 18, Місце розташування уряду дільниці VII Звежинець

Дільниця VII Звежинець (пол. Dzielnica VII Zwierzyniec)- дільниця (район) допоміжна одиниця ґміни Краків. Назва походить від села Звежинець, включеного до складу міста в 1909 році. До 1990 року вона входила до складу великої Кроводжи. 

## Садиба уряду та районної ради
вул. Болеслава Пруса 18, 30-117 Краків

## Демографія
В останні роки кількість мешканців Звежинця була відносно постійною.

## Житлові масиви та звичайні міські одиниці
- Бєляни
- Хельм
- Ольшаніца
- Півсело Звежінець
- Пшегоржали
- Сальватор
- Воля Юстовська
- Звежинець
- Закамиче

## Межі
- межує з VIII дільницею Дембніки на ділянці - від перетину продовження східної сторони ал. Красінського (пол. al. Krasińskiego) з р. Вісла (міст Дембніцького) на захід по середині р. Вісли до перетину на заході з межею м. Краків (в районі «Koło Tynieckie») – далі на північ вздовж межі с. Кракова до перетину з р. Рудава,
- з VI дільницею Броновіце межує на ділянці - від перетину західної межі с Кракова з р. Рудавою на схід через середину р. Рудави до перетину р. Рудави з продовженням вул. Стшельниця (ul. Strzelnica),
- з V дільницею Кроводжа межує на ділянці - від перетину р. Рудава з продовженням вул. Стшельниця на схід, з північного боку вул. Мидльницької (ul. Mydlnickiej) до перехрестя з вул. Пястовської, далі на південь із західного боку вул. Пястовської (ul. Piastowskiej) до перехрестя з вул. 3 Мая, далі на схід, вздовж північної сторони набережної, що проходить уздовж ал. 3 Мая до перехрестя з ал. Маршалка Фоха (al. Marszałka Foch), потім на північній стороні ал. Маршалка Фоха до перехрестя з вул. Красінський,
- з І дільницею Старе Місто межує на ділянці - від перехрестя ал. Маршалка Фоха з ал. Красінського (al. Krasińskiego) на південь зі східного боку ал. Красінського до її перетину з р. Вісла.

## Історія
Перші задокументовані сліди поселення первісної людини ( Homo sapiens ) приблизно 25 тис. років тому у Звежинці ( східнограветська культура ). Приблизно 6 тис. років тому прибули перші неолітичні поселенці - пастухи та землероби. Остаточно цю територію успадкувало західнослов'янське плем'я віслян у другій половині І тис. нашої ери «Панонська» легенда говорить, що тут почалася християнізація Польщі.
У 1148 році було освячено костел Пресвятого Сальватора. Археологічні дослідження свідчать, що він стояв на місці давніших сакральних споруд. Невдовзі були зведені кам'яні церковні споруди, з яких до наших днів зберігся романський портал. З моменту надання монастирю села Звежинець його історія тісно пов’язана з монастирем премонстратів (норбертинців). Споконвіку долю мешканців Звежинця визначали природні катаклізми, серед яких перше місце у справі знищення посідала повінь річки Вісли. У XIII ст. багато руйнувань завдали татари, задокументовані три вторгнення: у 1241, 1259 та 1287 роках. Тоді вони пограбували Звежинець і спалили монастир.
Походження назви Звежинець зазвичай пов'язують із допоміжною функцією мисливських угідь для княжого двору. Проте прямих доказів існування тут відведених мисливських угідь немає. Найдавніший латинський запис ( Sverincia або Zwerincia ) походить з XIII століття, тоді як польський запис Zwierzyniec відомий лише з 1422 року. Похідна назва — Звежинецьке Полвсі, яке було засноване настоятелькою Стредекою у 1327 році шляхом поділу Звежинця. Межею був місцевий млиновий перегін (тепер Рудавський рів). Місто Краків з пріоресою Кларою обміняли так звану кам'яницю Клімка з Боджанова на вул. Флоріанській , за яку норбертинці віддали величезні пасовища. Невдовзі після угоди кам'яниця згоріла, а прогалини в договорі створили можливість тривалих торгів для покриття збитків. В результаті нескінченних суперечок і судових процесів ці пасовища залишилися незабудованими, частину яких ми тепер називаємо краківською Блонєю .
У Звежинці та Полвсі неодноразово спалахували пожежі, а 25 квітня 1527 року жертвою стали й монастирські будівлі. Почувши про наближення армії ерцгерцога Максиміліана Габсбурга, який хотів відібрати Краків у свого конкурента Сигізмунда ІІІ Вази, прихильник останнього Ян Замойський, щоб не дати австрійцям відпочивати в будівлях у передмісті, наказав спалити між іншим увесь Звежинець і Полвсі. Розливи Вісли повторювалися ще частіше, ніж пожежі. У 1593 році вода затопила все Полвсі та нижні будинки в Звежинці.
У 1591 році Дорота Конка стала норбертинською абатисою. Протягом 52 років вона була видатним аніматором релігійного життя в монастирі та сарматською опікункою монастирських маєтків, що призвело до розквіту Звежинця. У XVII ст. на Срібній Горі побудовано костел і скит отців камальдольців. Любомирський наділив їх селом Бєляни. Успіх Белян і Звежинця перервала чума 1652 року. Невдачі були здоповнені шведським потопом 1655 року. Між 1700-21 роками Північна війна знову спричинила розграбування Звежинця бандитами. Катастрофа була доповнена лихом холери в 1907 році. Під час розділів у 70-х рр. Костюшко збудував укріплення в Полвсі. У 1821–23 роках краківці насипали йому курган заввишки 34 метри.
Ліквідація Вільного міста та приєднання Кракова до Галичини ознаменували запровадження великих змін у Звежинці. Починаючи з 1849 року, навколо кургану Костюшко та стратегічної хребтової дороги, що вела до нього (теперішній проспект Вашингтона ), було збудовано величезну фортецю, дещо менші фортеці в районі Хелма, Бєлян (теперішня астрономічна обсерваторія ) та Ольшаниці, а також десяток інших об'єктів на вул. О. Юзефа, Крулєви Ядвіги та Вольського лісу. На початку пагорба Сальватор також були побудовані ряди валів редутів. У 1887 році збудовано насип фортечної залізниці (al. Krasińskiego) і Дембніцького мосту. Коли в 1903 році чергова велика повінь спустошила Звежинецьке Полвсє та околиці Блоні, галицька та муніципальна влада вирішила зарегулювати Віслу між монастирем Звежинець і Вавелем і включити передмістя до Кракова. У 1910 році Звежинець був включений до складу Кракова, що суттєво змінило склад його мешканців, поряд із типовими хліборобами, сплавниками та передміськими мулярами з’явилася інтелігенція. Міжвоєнний період був часом відбудови для всієї Польщі та Звежинця. Колишні австрійські казарми та кінні зали зайняла 5-а польська армія. Розгорнули свою діяльність ескадрон кінної артилерії, парафіяльні хори. На галявині Совинець у Вольському лісі споруджено Курган Незалежності імені Юзефа Пілсудського.
Нацистська окупація була відзначена різними формами репресій у Звежинці, Полвсі Звежинецькій та Волі Юстовській . Однією з найбільш різких була пацифікація 1943 року, в результаті якої було розстріляно багатьох підозрюваних у змовницькій діяльності. Опір набував різних форм, серед організованих була діяльність Звєжинецьких спортивних клубів. Після Другої світової війни Звежинець і Полвєсь значно більше влилися в місто, і прибули нові жителі. Особистості таких душпастирів зі Звежинця, як о. канонік Владислав Длугош, о. д-р Маріан Якубець та о. Діяльність Єжи Брила впливає не лише на релігійне, а й на культурне життя старого Звежинця та Полвсі.

## Культура
Блоня є важливим елементом Звежинецької культури. Є й пам’ятки культури, одні з найстаріших у місті: церква Святого Сальватора XII ст., на горі св. Броніслави, старий сальваторський цвинтар, де поховано багато представників культури, монастир св. Норбертинок, притулився до парафіяльної церкви св. Яна Хрестителя. У Звежинці відбувається багато традиційних церемоній. Традиційний Лайконік розпочинає свою забаву звідси, на радість дітям, для котрих о. парох обов’язково розсипає солодощі з вікна настоятельства. Морозними лютневими вечорами тільки в Сальваторі можна побачити людей, які йдуть від церкви із запаленими свічками. На церковному подвір’ї на Великдень, за гарної погоди, великим колом стоять столи, на яких стоять кошики з «освяченим». Існує також особливий відпуст для Кракова, другий день Великодня, т. зв Емаус . Звежинець здавна був центром інтелігенції та митців. Яцек Мальчевський, Властиміл Гофман, Адам Бунш, Єжи Мусяловський, Кароль Губерт Ростворовський ,

## Спортивний клуб Ювенія
Ремісничий спортивний клуб Ювенія Краків був створений 8 грудня 1906 року в складі Товариства чоловічої промислової та ремісничої молоді. Його створив о. Мечислав Кузнович . У 1911 році на Блоні в Кракові було відкрито футбольний стадіон під назвою «Спортивний парк Ювенія». Під час нацистської окупації клуб мав сильну футбольну секцію та організовував у Кракові підпільні чемпіонати з цієї дисципліни. Після 1945 року в клубі діяли секції, зокрема: футболу, плавання, боксу, шахів, мотоспорту, важкої атлетики, волейболу, баскетболу та регбі. До найбільших успіхів в історії Ювенії можна віднести титули Чемпіона Польщі з шахів (А. Тарновський) та мотоспорту (брати Копровські). На даний момент клуб розташований на краківській Блоні, неподалік від спортивного клубу Звежинецькі, між стадіонами Краковія та Вісла Краків. З 1973 року тут діє секція регбі. У 2006 році Ювенія Краків відсвяткувала золотий ювілей свого 100-річчя.